# Monochamus kaszabi
Monochamus kaszabi là một loài bọ cánh cứng trong họ Cerambycidae.